# Історія одного кохання
«Історія одного кохання» — радянський художній телефільм 1981 року, знятий Кіностудією ім. О. Довженка. Чеховська дилогія Артура Войтецького: «Розповіді про любов» (1980) і «Історія одного кохання» (1981). 

## Сюжет
За мотивами оповідань А. П. Чехова «Про любов», «Чоловік» і «На балу». Героїня фільму Анна Олексіївна колись одружилася не по любові і давно вже змирилася і зі своїм нудним чоловіком, і зі своїм нещасливим життям. Одного разу чоловік привів у дім гостя — поміщика Павла Костянтиновича Альохіна. Анна Олексіївна відразу ж відчула в ньому споріднену душу…

## У ролях
- Лариса Кадочникова — Анна Олексіївна
- Леонід Бакштаєв — Павло Костянтинович Альохін
- В'ячеслав Єзепов — Луганович
- Маргарита Кошелева — Надія Павлівна
- Олег Борисов — Шаліков
- Олександр Ануров — Оптимов
- Людмила Алфімова — дама
- В'ячеслав Воронін — епізод
- Костянтин Єршов — співрозмовник Альохіна на балу
- Людмила Зверховська — дама
- Ніна Колчина-Бунь — дама
- Віктор Плотников — пожежний
- Алла Усенко — дама
- Георгій Штиль — Євтихій Серапіонович
- Олег Зима — епізод
- Галина Кравченко — епізод

## Знімальна група
- Сценарій і постановка: Артур Войтецький
- Оператори-постановники: Олексій Прокопенко, Валерій Башкатов
- Художники-постановники: Микола Поштаренко, Віктор Мигулько
- Композитор: Володимир Дашкевич
- Режисери: Н. Єсипенко, Олег Гойда
- Оператори: А. Найда, А. Рязанцев
- Звукооператор: Юрій Лавриненко
- Режисерка монтажу: Т. Бикова
- Художниця по костюмах: Алла Шестеренко
- Художники по гриму: Яків Грінберг, Л. Пілецька
- Комбіновані зйомки: оператор — М. Бродський; художник — Михайло Полунін
- Асистенти режисера: Дмитро Томашпольський, А. Болдиревський
- Державний академічний симфонічний оркестр УРСР, диригент — Ігор Ключарьов
- Романси на слова А. Фета і Б. Тимофєєвої виконують Олена Камбурова та тріо «Ромен»
- Редактор: Олександр Кучерявий
- Директори картини: Яків Забутий, Алла Титова